# Mona Juul (femme politique danoise)
Mona Juul, née le 20 septembre 1967 à Aarhus (Danemark), est une femme politique danoise, membre du Parti populaire conservateur, dont elle est la présidente depuis 2024.

## Biographie
De 1988 à 1993, Mona Juul suit des études de commerce das une école rattachée à l'université du Danemark du Sud. En 1999, elle rejoint l'agence de publicité Envision, dont elle devient associée en 2003. Elle est ensuite directrice générale de l'entreprise de 2007 à 2018, année à partir de laquelle elle continue toutefois de siéger au conseil d'administration.
Engagée au sein du Parti populaire conservateur, elle est élue députée au Folketing lors des élections législatives de juin 2019.
Elle est réélue pour un second mandat lors des élections législatives de novembre 2022. En février 2024, elle succède à Mai Mercado comme présidente du groupe parlementaire du Parti populaire conservateur.
Le 2 mars 2024 Søren Pape Poulsen, président du parti depuis 2014, décède à 52 ans. Juul est alors désignée à l'unanimité par son groupe parlementaire pour lui succéder le 13 mars. Le 21 avril, elle est également élue présidente du parti par les adhérents.